# William Lutley Sclater
William Lutley Sclater (23 de septiembre de 1863-4 de julio de 1944) fue un zoólogo británico y director de museo. Hijo de Philip Lutley Sclater y nombrado como su abuelo paternal, también William Lutley Sclater.
La madre de William, Jane Anne Eliza, era la hija de Sir David Hunter-Blair y cuñada de Sir Walter Elliot el indio naturalista. Recibió su Maestría de grado de Artes en Ciencia Natural por la Keble Universidad en Oxford en 1885. Trabajó dos años como demostrador en Cambridge bajo el Profesor Adam Sedgwick y fue en un viaje de coleccionismo a la británica Guiana en 1886. Publicó sobre pájaros en Ibis en 1887. En el mismo año,  recibe un contrato como diputado superintendente del Museo indio en Calcuta de 1887 hasta 1891, cuándo se une a la Facultad de Ciencia de Eton Universidad.
En Eton conoce a su mujer futura, Charlotte Mellen Stephenson, una estadounidense divorciada de quién dos hijos atendieron la escuela. La pareja se casó en la Catedral de St. George en Londres el 1 de febrero de 1896, poco después se mudaron a Ciudad del Cabo, Sudáfrica. Allí, Sclater tomó la posición de curador en el Museo sudafricano, cuyas colecciones reorganizó y mudó a una facilidad nueva.  Durante su tiempo en Sudáfrica,  continuó sus escritos científicos, incluyendo completar la Flora y Fauna de Sudáfrica. También completó la serie de cuatro volúmenes Los Pájaros de Sudáfrica, empezado por Dr. Arthur Duro; los Pájaros de cinco volúmenes de África, ontinuó con lo empezado por el Capitán George Shelley; y Los Pájaros de la Colonia de Kenia y el Protectorado de Uganda, empezado por Sir Frederick John Jackson.
En 1906, siguiendo una disputa con la Comisión del Museo de trustees, Sclater dimitió de curador. Viajó con su mujer a través de Mombasa, lago Victoria, Jartum, y Cairo antes de regresar a Inglaterra. Luego, se mudó a Colorado Springs, Colorado, el cual había sido fundado por el cuñado de Charlotte, el General William Jackson Palmer. Palmer ofreció a Sclater una propiedad pequeña fuera de la ciudad y un profesorado en la Universidad de Colorado. Allí, ayudó a reorganizar el museo. Cuándo el general falleció en 1909, la pareja regresó a Inglaterra.
Desde 1909, Sclater devino curador de la Sala de Aves en el Museo de Historia Natural.  Mientras trabajó allí  compiló el Systema Avium Aethiopicarum (1924-1930), un trabajo erudito que asistió con investigaciones posteriores.  Trabajó allí hasta su muerte en 1944.
En 1912, Sclater publicó Una Historia de los Pájaros de Colorado en dos volúmenes.  Durante la Gran Guerra, fue voluntario para Soldados' y Marineros' Asociación de Familias.  Ambos hijastros fallecieron en acción durante la guerra.  Sclater fue editor de Ibis de 1913 a 1930, editor del The Zoological Record de 1921 a 1937, presidente de la British Ornithologists' Union de 1928 a 1933, y secretario de la Sociedad Geográfica Real de 1931 a 1943. Entre 1919 y 1920, él y su mujer hicieron turismo por el globo. En 1930, se le otorgó la Godman-Salvin Medalla de Oro.
En 1942, Charlotte murió de daños sostenidos durante bombardeos de Londres. Dos años más tarde, William murió en el Hospital St. George, dos días después que una V-1 bomba de vuelo cayó sobre su casa en 10 Sloane Tribunal en Londres el domingo, 2 de julio de 1944.
Conocido principalmente por su trabajo con pájaros, Sclater también describió varias especies nuevas de anfibios y reptiles.

## Algunas publicaciones
- con Philip Lutley Sclater. The geography of mammals. Kegan Paul, Trench, Trübner, London 1899. (; Nachdruck: Arno Press, New York 1978, ISBN 0-405-10647-5).

- Catalogue Of Mammalia In The Indian Museum, Calcutta. Parte 2: Rodentis, Ungulata, Probosoides, Hyrscoidea, Carnivors, Cetaces, Sirenia, Marsupialis, Monotremata (1891). ().

## Abreviatura (zoología)
La abreviatura Sclater  se emplea para indicar a William Lutley Sclater como autoridad en la descripción y taxonomía en zoología.